# Komet Takamizava
Komet Takamizava ali 98P/Takamizawa  je periodični komet z obhodno dobo 7,4 let.
.
 Komet pripada Jupitrovi družini kometov . 

## Odkritje[3]
Komet je odkril 30. julija 1984 odkril japonski astronom Kesao Takamizava na Japonskem.

## Lastnosti
Premer kometa je 5,4 km .
Ob odkritju je Takamizava ocenil magnitudo kometa na 10.